# Rau an toàn
Rau an toàn (viết tắt: RAT) hay còn gọi là rau sạch là một thuật ngữ phổ biến ở Việt Nam chỉ những sản phẩm rau tươi đảm bảo an toàn vệ sinh thực phẩm (bao gồm tất cả các loại rau ăn củ, thân, lá, hoa quả) sử dụng làm thực phẩm cho con người có chất lượng đúng như đặc tính giống, hàm lượng các hoá chất độc và mức độ nhiễm các sinh vật gây hại ở dưới mức tiêu chuẩn cho phép, bảo đảm an toàn cho người sử dụng và môi trường.

## Những tiêu chí đánh giá Rau an toàn

### Chỉ tiêu về nội chất:
Chỉ tiêu nội chất được quy định cho rau tươi bao gồm: Dư lượng thuốc bảo vệ thực vật. Hàm lượng nitrat (NO3). Hàm lượng một số kim loại nặng chủ yếu: Cu, Pb, Hg, Cd, As,… Mức độ nhiễm các vi sinh vật gây bệnh (E. coli, Samonella …) và kí sinh trùng đường ruột (trứng giun đũa Ascaris).

### Điều kiện sản xuất:
1. Đất trồng: Đất phải cách ly với khu vực có chất thải công nghiệp và bệnh viện ít nhất 2km, với chất thải sinh hoạt thành phố ít nhất 200 m. Đất cũng không được có tồn dư hóa chất độc hại.
2. Nguồn nước tưới: Nước tưới cho rau không sử dụng loại nước từ sông bị ô nhiễm hoặc phải qua xử lý. Đối với những loại rau nhanh thu hoạch như xà lách, rau gia vị… phải dùng nước giếng khoan.
3. Giống: Giống rau an toàn phải có lai lịch rõ ràng, nếu là giống nhập nội phải qua kiểm dịch. Hạt giống trước khi gieo cần được xử lý hóa chất hoặc nhiệt để diệt nguồn sâu bệnh.
4. Phân bón: Rau an toàn cần được bón bằng phân hữu cơ hoai mục, tuyệt đối không bón các loại phân chuồng chưa ủ hoai, không dùng phân tươi pha loãng nước để tưới.[cần dẫn nguồn]

### Phòng trừ sâu bệnh:
Đối với rau an toàn, việc phòng trừ sâu bệnh cho rau được áp dụng các biện pháp quản lý dịch hại tổng hợp IPM như luân canh cây trồng hợp ly chăm sóc theo yêu cầu sinh lý của cây, thường xuyên vệ sinh đồng ruộng, bắt giết sâu…

### Thu hoạch và bảo quản rau an toàn
Việc thu hoạch rau an toàn cần đảm bảo thu hoạch rau đúng độ chín, đúng theo yêu cầu của từng loại rau, loại bỏ lá già héo, trái bị sâu bệnh và dị dạng. Đồng thời rửa kỹ rau bằng nước sạch, dùng bao túi sạch để chứa đựng.
Sau khi đóng gói, rau sẽ được niêm phong và vận chuyển đến cửa hàng hoặc trực tiếp cho người sử dụng trong vòng 2 giờ để đảm bảo điều kiện vệ sinh và an toàn.
Rau được bảo quản ở cửa hàng ở nhiệt độ 20 độ C và thời gian lưu trữ không quá 2 ngày. Rau an toàn có thể sử dụng ngay không cần phải ngâm nước muối hay các chất làm sạch khác.